# Coupe des nations de saut d'obstacles 2015
Navigation
Édition précédente Édition suivante
La Coupe des nations de saut d'obstacles 2015 (en anglais Furüsiyya FEI Nations Cup 2015) est la 13e édition du circuit coupe des nations organisé par la FEI. Le 10 juin 2014, la fédération a annoncé que l'épreuve se tiendrait de nouveau à Barcelone (Espagne).

## Nations participantes
Pays participants par divisions :
| Europe, Division 1                                                                                     | Europe, Division 2 | Amérique du Nord                           | Amérique du Sud                                        | Afrique          | Asie                            | Moyen-Orient                                                       |
| --- | --- | ------------------------------------------ | ------------------------------------------------------ | ---------------- | ------------------------------- | ------------------------------------------------------------------ |
| - Belgique - Espagne - France - Royaume-Uni - Allemagne - Irlande - Italie - Pays-Bas - Suisse - Suède | - Roumanie - Russie - Slovénie - Ukraine - Turquie - Slovaquie - Portugal - Pologne - Norvège - Hongrie - Grèce - Finlande - Danemark - République tchèque - Bulgarie - Autriche | - Canada - Mexique - États-Unis - Salvador | - Venezuela - Équateur - Brésil - Colombie - Argentine | - Égypte - Maroc | - Australie - Japon - Hong Kong | - Liban - Jordanie - Arabie saoudite - Qatar - Émirats arabes unis |

## Calendrier et résultats

### Europe, Division 1
| Date                      | Ville      | Pays        | Type    | Équipe vainqueur |
| ------------------------- | ---------- | ----------- | ------- | ---------------- |
| 29 avril au 3 mai 2015    | Lummen     | Belgique    | CSIO-5* | Italie           |
| 14 au 17 mai 2015         | La Baule   | France      | CSIO-5* | Royaume-Uni      |
| 21 au 24 mai 2015         | Rome       | Italie      | CSIO-5* | Royaume-Uni      |
| 4 au 7 juin 2015          | Saint-Gall | Suisse      | CSIO-5* | Belgique         |
| 17 au 21 juin 2015        | Rotterdam  | Pays-Bas    | CSIO-5* | Royaume-Uni      |
| 9 au 12 juillet 2015      | Falsterbo  | Suède       | CSIO-5* | Pays-Bas         |
| 30 juillet au 2 août 2015 | Hickstead  | Royaume-Uni | CSIO-5* | Belgique         |
| 5 au 9 août 2015          | Dublin     | Irlande     | CSIO-5* | Irlande          |

### Europe, Division 2
| Date                  | Ville          | Pays      | Type    | Équipe vainqueur |
| --------------------- | -------------- | --------- | ------- | ---------------- |
| 7 au 10 mai 2015      | Linz-Ebelsberg | Autriche  | CSIO-4* | Tchéquie         |
| 14 au 17 mai 2015     | Odense         | Danemark  | CSIO-3* | Belgique         |
| 28 au 31 mai 2015     | Lisbonne       | Portugal  | CSIO-3* | Espagne          |
| 4 au 7 juin 2015      | Sopot          | Pologne   | CSIO-3* | Allemagne        |
| 16 au 19 juillet 2015 | Budapest       | Hongrie   | CSIO-3* | Danemark         |
| 23 au 26 juillet 2015 | Bratislava     | Slovaquie | CSIO-3* | France           |
| 26 au 31 août 2015    | Gijón          | Espagne   | CSIO-5* | France           |
| 2 au 6 septembre 2015 | Arezzo         | Italie    | CSIO-3* | Brésil           |

### Amérique du Nord, Amérique centrale et Caraïbes
| Date                  | Ville     | Pays       | Type    | Équipe vainqueur |
| --------------------- | --------- | ---------- | ------- | ---------------- |
| 10 au 15 février 2015 | Ocala     | États-Unis | CSIO-4* | Irlande          |
| 23 au 26 avril 2015   | Coapexpan | Mexique    | CSIO-4* | États-Unis       |

### Moyen-Orient
| Date                  | Ville     | Pays                | Type    | Équipe vainqueur |
| --------------------- | --------- | ------------------- | ------- | ---------------- |
| 18 au 21 février 2015 | Abou Dabi | Émirats arabes unis | CSIO-5* | Qatar            |

### Finale

#### Résultat
| Date                    | Ville     | Pays    | Type    | Équipe vainqueur |
| ----------------------- | --------- | ------- | ------- | ---------------- |
| 24 au 27 septembre 2015 | Barcelone | Espagne | CSIO-5* | Belgique         |